# Nordische Skispiele der OPA 2009

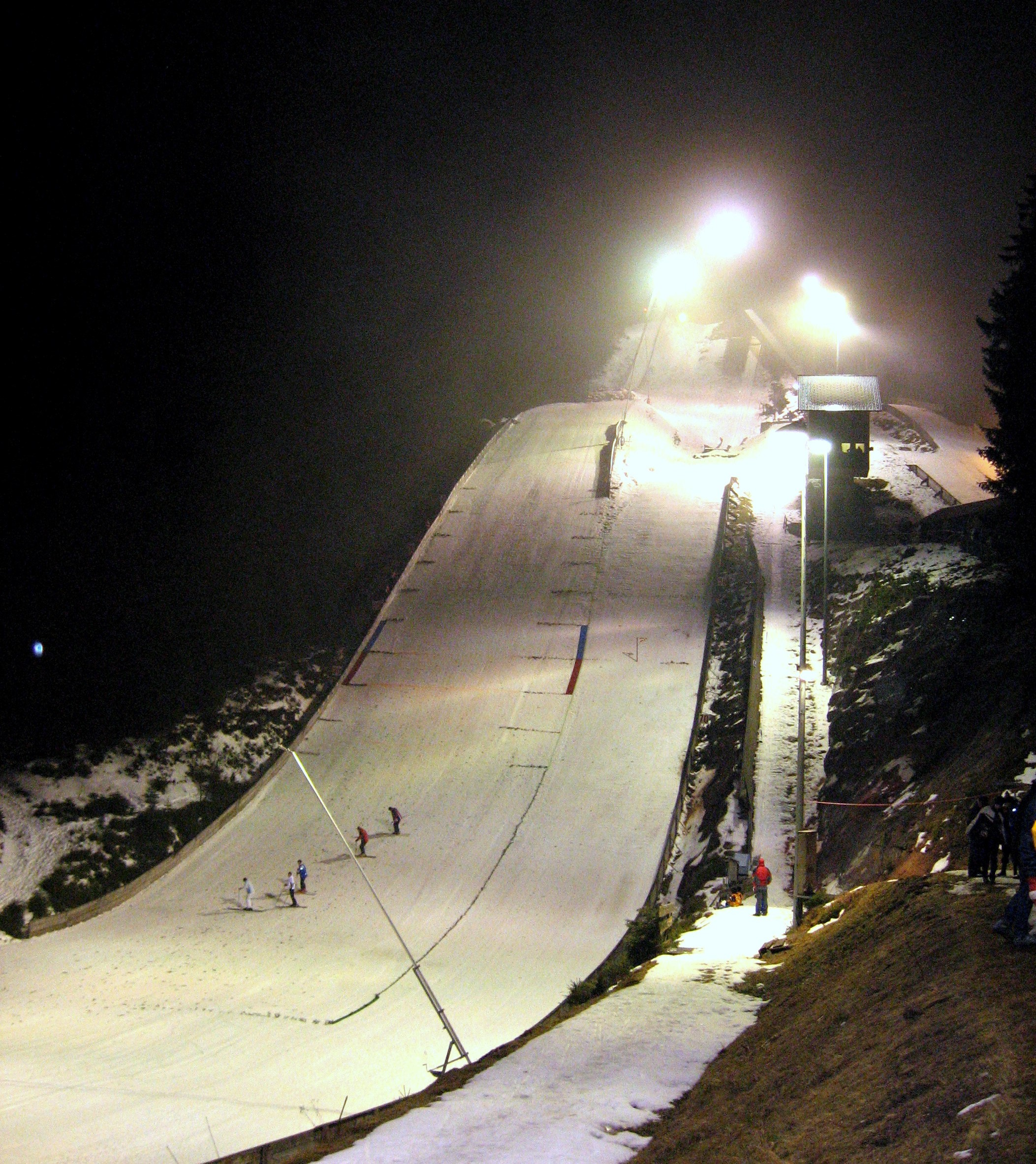
Große Ruhesteinschanze

Die 24. Nordischen Skispiele der OPA 2009 (auch OPA Games 2009) fanden am 28. Februar und dem 1. März 2009 im baden-württembergischen Baiersbronn statt. Die Sprungwettbewerbe wurden von der Großen Ruhesteinschanze abgehalten. Des Weiteren wurde eine Winterloipe im Umkreis von Baiersbronn für die Laufdisziplinen benutzt. Es wurden Wettkämpfe in den Ski-Nordisch-Sportarten Skispringen, Skilanglauf und der Nordischen Kombination durchgeführt. Die erfolgreichste Nation war Deutschland.

## Medaillenspiegel
| Platz | Land        | Gold | Silber | Bronze | Gesamt |
| ----- | ----------- | ---- | ------ | ------ | ------ |
| 1.    | Deutschland | 6    | 5      | 8      | 19     |
| 2.    | Österreich  | 3    | 4      | 2      | 09     |
| 3.    | Slowenien   | 1    | 4      | 2      | 07     |
| 4.    | Schweiz     | 1    | 0      | 1      | 02     |
| 5.    | Frankreich  | 1    | 0      | 0      | 01     |
| 6.    | Italien     | 0    | 1      | 0      | 01     |

## Gesamtwertung
Den Wanderpokal gewann Deutschland vor Österreich und Slowenien.
| Platz | Land          | Skispringen | Skispringen | Skispringen | Skispringen | Nordische Kombination | Nordische Kombination | Nordische Kombination | Langlauf | Langlauf | Langlauf | Langlauf | Langlauf | Langlauf | Gesamt- wertung |
| ----- | ------------- | ----------- | ----------- | ----------- | ----------- | --------------------- | --------------------- | --------------------- | -------- | -------- | -------- | -------- | -------- | -------- | --------------- |
|       |               | S15 m       | J16 m       | S15/J16 w   | Team        | S15                   | J16                   | Team                  | S15 m    | J16 m    | S15 w    | J16 w    | Team m   | Team w   |                 |
| 1     | Deutschland   | 15          | 31          | 22          | 15          | 40                    | 26                    | 25                    | 31       | 26       | 45       | 45       | 25       | 25       | 371             |
| 2     | Österreich    | 45          | 06          | –           | 25          | 31                    | 45                    | 20                    | 0        | –        | 05       | 05       | 11       | 15       | 208             |
| 3     | Slowenien     | 17          | 40          | 17          | 20          | 0                     | 0                     | 02                    | 31       | 20       | 0        | 0        | 04       | 20       | 171             |
| 4     | Schweiz       | –           | 09          | –           | 06          | 0                     | 03                    | 06                    | 15       | 28       | 10       | 0        | 01       | 11       | 089             |
| 5     | Frankreich    | 03          | –           | 29          | 04          | 0                     | 0                     | 03                    | –        | –        | –        | –        | –        | –        | 039             |
| 6     | Italien       | –           | 0           | 20          | 0           | 0                     | 0                     | 01                    | 04       | –        | 0        | 06       | 02       | 0        | 033             |
| 7     | Liechtenstein | –           | –           | –           | –           | –                     | –                     | –                     | 0        | –        | –        | –        | –        | –        | 000             |

## Langlauf Frauen

### Schülerinnen (5km)
| Platz | Sportlerin    | Land | Zeit        |
| ----- | ------------- | ---- | ----------- |
| 01.   | Anneka Döhla  | GER  | 17:00,3 min |
| 02.   | Anne Winkler  | GER  | 17:12,9 min |
| 03.   | Jessica Wirth | GER  | 17:20,2 min |
| 04.   | Sarah Schaber | GER  | 17:47,3 min |
| 05.   | Sophi Eggerer | GER  | 17:54,6 min |

Datum: 28. Februar 2009

### Juniorinnen (5km)
| Platz | Sportlerin          | Land | Zeit        |
| ----- | ------------------- | ---- | ----------- |
| 01.   | Anna Daudert        | GER  | 17:55,1 min |
| 02.   | Annemarie Mannhardt | GER  | 17:58,9 min |
| 03.   | Julia Ebner         | GER  | 18:01,7 min |
| 04.   | Isabel Jakob        | GER  | 18:01,8 min |
| 05.   | Laura Gimmler       | GER  | 18:19,8 min |

Datum: 28. Februar 2009

### Team (3 × 3,3km)
| Platz | Sportlerinnen                                          | Land   | Laufzeiten                       | Gesamtzeit  |
| ----- | ------------------------------------------------------ | ------ | -------------------------------- | ----------- |
| 01.   | Anne Winkler Jessica Wirth Anneka Döhla                | GER IV | 9:03,9 min 9:30,0 min 9:03,4 min | 27:37,3 min |
| 02.   | Lea Einfalt Špela Molk Nika Razinger                   | SLO    | 9:13,1 min 9:19,6 min 9:05,0 min | 27:37,7 min |
| 03.   | Sandra Bader Teresa Stadlober Nathalie Schwarz         | AUT I  | 9:10,5 min 9:23,0 min 9:04,7 min | 27:38,2 min |
| 04.   | Nathalie von Siebenthal Michèlle Garbely Patricia Jost | SUI I  | 9:05,0 min 9:29,8 min 9:18,4 min | 27:53,2 min |
| 05.   | Annemarie Mannhardt Julia Ebner Anna Daudert           | GER I  | 9:19,2 min 9:20,6 min 9:39,1 min | 28:18,9 min |

Datum: 1. März 2009

## Langlauf Männer

### Schüler (5km)
| Platz | Sportler             | Land | Zeit        |
| ----- | -------------------- | ---- | ----------- |
| 01.   | Jaša Učakar          | SLO  | 16:11,0 min |
| 02.   | Michel Metzlaff      | GER  | 16:11,7 min |
| 03.   | Jules Cuenot         | SUI  | 16:12,0 min |
| 04.   | Seppi Estner         | GER  | 16:14,9 min |
| 05.   | Johannes Lochbichler | GER  | 16:17,5 min |

Datum: 28. Februar 2009

### Junioren (7,5km)
| Platz | Sportler        | Land | Zeit        |
| ----- | --------------- | ---- | ----------- |
| 01.   | Linard Kindschi | SUI  | 23:47,7 min |
| 02.   | Aljaž Praznik   | SLO  | 23:57,3 min |
| 03.   | Martin Weisheit | GER  | 24:09,9 min |
| 04.   | Moritz Madlener | GER  | 24:43,0 min |
| 05.   | Johannes Kade   | GER  | 24:50,9 min |

Datum: 28. Februar 2009

### Team (3 × 3,3km)
| Platz | Sportler                                            | Land   | Laufzeiten                       | Gesamtzeit  |
| ----- | --------------------------------------------------- | ------ | -------------------------------- | ----------- |
| 01.   | Moritz Madlener Martin Weisheit Johannes Kade       | GER I  | 7:58,4 min 8:17,4 min 8:53,6 min | 25:09,4 min |
| 02.   | Alexander Häusler Andreas Netsch Benjamin Waidelich | GER II | 7:57,5 min 8:31,9 min 8:54,2 min | 25:23,6 min |
| 03.   | Seppi Estner Johannes Lochbichler Tobias Trenkle    | GER IV | 7:57,9 min 8:24,7 min 8:54,2 min | 25:28,4 min |
| 04.   | Tobias Habenicht Fabian Kattnig Dominik Kern        | AUT I  | 8:00,4 min 8:38,7 min 8:49,3 min | 25:49,1 min |
| 05.   | Yannick Cerutti David Gafner Janis Lindegger        | SUI I  | 8:15,3 min 8:34,9 min 8:58,9 min | 25:53,6 min |

Datum: 1. März 2009

## Nordische Kombination

### Schüler (5km)
| Platz | Sportler        | Land | Sprungpunkte | Laufzeit    | Rückstand   |
| ----- | --------------- | ---- | ------------ | ----------- | ----------- |
| 01.   | Fabian Steindl  | AUT  | 250,5        | 11:15,3 min | 11:15,3 min |
| 02.   | Markus Gruber   | AUT  | 233,5        | 10:56,9 min | +0:49,6     |
| 03.   | David Welde     | GER  | 219,0        | 10:27,1 min | +1:17,8     |
| 04.   | Simon Rydzek    | GER  | 219,0        | 10:44,7 min | +1:35,4     |
| 05.   | Sebastian Noack | GER  | 227,5        | 11:27,1 min | +1:43,8     |

Datum: 28. Februar 2009

Es gingen 22 Schüler an den Start, die alle in die Wertung kamen. Den besten Sprung zeigte der spätere Sieger Fabian Steindl, während der Deutsche David Welde die beste Laufleistung zeigte.

### Junioren (7,5km)
| Platz | Sportler           | Land | Sprungpunkte | Laufzeit    | Rückstand   |
| ----- | ------------------ | ---- | ------------ | ----------- | ----------- |
| 01.   | Manuel Faißt       | GER  | 248,0        | 15:27,2 min | 15:27,2 min |
| 02.   | Matthias Hochegger | AUT  | 226,0        | 15:33,9 min | +1:34,7     |
| 03.   | Max Häfele         | GER  | 228,5        | 16:12,9 min | +2:02,8     |
| 04.   | Lukas Greiderer    | AUT  | 230,0        | 16:25,7 min | +2:10,5     |
| 05.   | Lukas Beyer        | GER  | 223,0        | 16:18,7 min | +2:31,5     |

Datum: 28. Februar 2009

Es gingen 23 Junioren an den Start, die alle in die Wertung kamen. Den besten Sprung zeigte der spätere Sieger Manuel Faißt, während der Sechste Stephan Bätz die beste Laufleistung zeigte.

### Team (4 × 3,3km)
| Platz | Sportler                                                       | Land    | Sprungpunkte | Laufzeiten  | Rückstand   |
| ----- | -------------------------------------------------------------- | ------- | ------------ | ----------- | ----------- |
| 01.   | Manuel Faißt Max Häfele Lukas Beyer Stephan Bätz               | GER I   | 478,5        | 34:27,3 min | 34:27,3 min |
| 02.   | David Pommer Franz-Josef Rehrl Kevin Zotter Matthias Hochegger | AUT I   | 443,0        | 3:55,8 min  | +0:15,5     |
| 03.   | Philipp Orter Markus Gruber Lukas Greiderer Fabian Steindl     | AUT II  | 475,0        | 35:44,5 min | +1:22,2     |
| 04.   | Simon Rydzek Markus Sommerhalter Michael Schuller David Welde  | GER II  | 444,5        | 35:20,3 min | +1:38,0     |
| 05.   | Sami Jrab Sebastian Noack Sebastian Welle Mirko Leber          | GER III | 373,0        | 36:50,8 min | +4:24,5     |

Datum: 1. März 2009

## Skispringen Frauen

### Schülerinnen und Juniorinnen (K85/HS90)
| Platz | Sportlerin    | Land | Weite 1 | Weite 2 | Punkte |
| ----- | ------------- | ---- | ------- | ------- | ------ |
| 01.   | Coline Mattel | FRA  | 087,5 m | 085,0 m | 228,0  |
| 02.   | Evelyn Insam  | ITA  | 087,0 m | 078,0 m | 206,5  |
| 03.   | Ramona Straub | GER  | 080,5 m | 080,5 m | 203,5  |
| 04.   | Špela Rogelj  | SLO  | 080,5 m | 075,5 m | 192,5  |
| 05.   | Svenja Würth  | GER  | 078,0 m | 077,0 m | 189,5  |

Datum: 28. Februar 2009

## Skispringen Männer

### Schüler (K85/HS90)
| Platz | Sportler         | Land | Weite 1 | Weite 2 | Punkte |
| ----- | ---------------- | ---- | ------- | ------- | ------ |
| 01.   | Urban Sušnik     | SLO  | 087,7 m | 088,5 m | 237,0  |
| 02.   | Michael Herrmann | GER  | 086,0 m | 086,5 m | 232,0  |
| 03.   | Jaka Kosec       | SLO  | 086,5 m | 085,5 m | 227,5  |
| 04.   | Michael Zachrau  | GER  | 086,0 m | 085,0 m | 224,0  |
| 05.   | Maximillian Hahn | GER  | 086,5 m | 083,0 m | 223,5  |

Datum: 28. Februar 2009

### Junioren (K85/HS90)
| Platz | Sportler          | Land | Weite 1 | Weite 2 | Punkte |
| ----- | ----------------- | ---- | ------- | ------- | ------ |
| 01.   | Thomas Lackner    | AUT  | 092,0 m | 090,0 m | 250,5  |
| 02.   | Stefan Kraft      | AUT  | 093,0 m | 087,0 m | 248,5  |
| 03.   | Jaka Hvala        | SLO  | 091,5 m | 086,5 m | 239,5  |
| 04.   | Lukas Ramesberger | GER  | 087,0 m | 087,0 m | 234,5  |
| 05.   | Daniel Huber      | AUT  | 087,5 m | 086,5 m | 233,0  |

Datum: 28. Februar 2009

### Team (K85/HS90)
| Platz | Sportler                                                      | Land   | Weite 1                         | Weite 2                         | Punkte |
| ----- | ------------------------------------------------------------- | ------ | ------------------------------- | ------------------------------- | ------ |
| 01.   | Thomas Lackner Johannes Obermayr Daniel Huber Stefan Kraft    | AUT I  | 089,0 m 090,0 m 084,0 m 091,0 m | 093,5 m 088,5 m 092,0 m 086,5 m | 969,5  |
| 02.   | Urban Sušnik Jaka Kosec Rok Justin Jaka Hvala                 | SLO I  | 084,5 m 086,5 m 087,0 m 093,0 m | 087,0 m 077,5 m 084,5 m 092,0 m | 923,0  |
| 03.   | Lukas Ramesberger Daniel Fudel Marc Ganserer Michael Herrmann | GER I  | 087,5 m 086,0 m 079,5 m 089,5 m | 091,0 m 077,5 m 083,5 m 090,0 m | 903,0  |
| 04.   | Michael Zachrau Maximilian Hahn Florian Menz Christian Heim   | GER II | 084,5 m 086,0 m 087,5 m 079,0 m | 088,5 m 084,0 m 091,5 m 081,5 m | 895,0  |
| 05.   | Niko Hižar Matevž Slatnišek Matic Benedik Aleš Hlebanja       | SLO II | 088,0 m 085,0 m 086,0 m 085,5 m | 087,0 m 084,5 m 089,5 m 072,0 m | 889,5  |

Datum: 1. März 2009